# 애스턴 마틴 밴티지 DTM
애스턴 마틴 밴티지 DTM(영어: Aston Martin Vantage DTM)은 애스턴 마틴 밴티지를 기반으로 제작된 레이스 카이다.
이 차량은 HWA의 공동 개발과 함께 2019 시즌부터 스포츠에 진입한 이래 최초의 애스턴 마틴 DTM 자동차이기도 하다. 밴티지 DTM은 클래스 원 규정에 따라 2019 DTM 시즌을 앞두고 DTM 데뷔를 하였다.